# Ron Rothstein
Ronald "Ron" Rothstein (nascido em 27 de dezembro de 1942) é um técnico de basquete estadunidense, foi o primeiro treinador do Miami Heat, time da NBA e hoje ocupa o cargo de assistente técnico da equipe.

## Carreira
Times treinados
- 1983-1986 Atlanta Hawks (assistente)
- 1986-1988 Detroit Pistons (assistente)
- 1988-1991 Miami Heat
- 1992-1993 Detroit Pistons
- 1993-1999 Cleveland Cavaliers (assistente)
- 2000-2002 Miami Sol
- 2003-2004 Indiana Pacers (assistente)
- 2004- Miami Heat (assistente)

Títulos
- Campeão da NBA em 2006 e 2012 como assistente técnico